# Apiconoma ochrophila
Apiconoma ochrophila là một loài bướm đêm thuộc phân họ Arctiinae, họ Erebidae.